# Zosterops silvanus
El anteojitos de los Taita (Zosterops silvanus) es una especie de ave paseriforme de la familia Zosteropidae endémica de los montes Taita, en Kenia. Anteriormente se consideraba una subespecie del anteojitos serrano.

## Distribución y hábitat
El anteojitos de los Taita se encuentra únicamente en los montes Taita, en el sudeste de Kenia. Su hábitat natural son los bosques tropicales de montaña.